# Piplia
Piplia fou un estat tributari protegit a l'agència de Malwa, Índia central.
La superfície era de 21 km² i la població de 600 habitants el 1901. Els ingressos s'estimaven el mateix any en 4.000 rúpies. El sobirà portava el títol de rawat i era un rajput khichi. Rebia tankahs de Gwalior i Indore.